# 旭駅 (千葉県)
旭駅（あさひえき）は、千葉県旭市ロにある、東日本旅客鉄道（JR東日本）総武本線の駅である。

## 概要
旭市の中心市街地に位置する駅である。
高知県高知市にある四国旅客鉄道（JR四国）土讃線の旭駅と同名のため、定期券以外の窓口（マルス）発売乗車券類には、区別するため「（総）旭」と表示される。

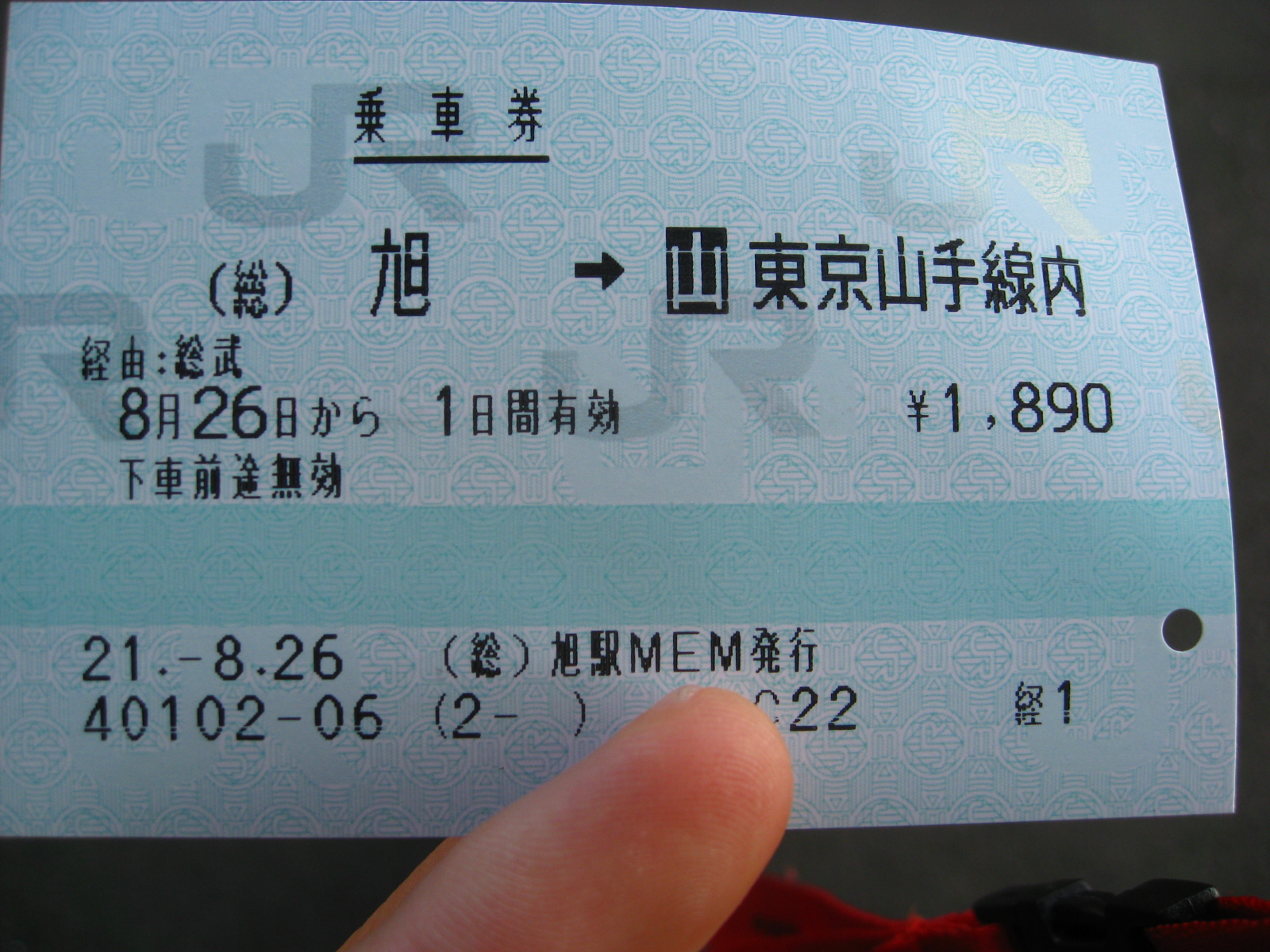
旭駅の切符例

## 歴史
- 1897年（明治30年）6月1日：総武鉄道本所〜銚子間全通に伴い旭町駅（あさひまちえき）として開設[1]。
- 1907年（明治40年）9月1日：総武鉄道が買収され、帝国鉄道庁の駅となる[1]。
- 1959年（昭和34年）10月1日：旭市が1954年（昭和29年）に市制施行したため旭駅（あさひえき）に改称[1]。
- 1966年（昭和41年）4月14日：現駅舎完成[1]。
- 1973年（昭和48年）7月1日：貨物取扱廃止[2]。
- 1975年（昭和50年）3月：特急列車停車駅となる。
- 1987年（昭和62年）4月1日：国鉄分割民営化に伴い、東日本旅客鉄道（JR東日本）の駅となる[3]。
- 2003年（平成15年）月日不明：管理駅長を廃止[4]。
- 2009年（平成21年）3月14日：ICカード「Suica」の利用が可能となる[5]。東京近郊区間に組込まれる[5]。自動改札機が供用開始[6]。
- 2010年（平成22年）12月：駅前ロータリー完成。
- 2014年（平成26年）12月26日：ホームにエレベーターを設置[7]。
- 2015年（平成27年）10月20日：業務委託駅化[8]。
- 2016年（平成28年）2月6日：指定席券売機撤去。
- 2023年（令和5年）
  - 8月31日：みどりの窓口の営業終了[9][10]。
  - 9月1日：指定席券売機を再導入[9][10]。

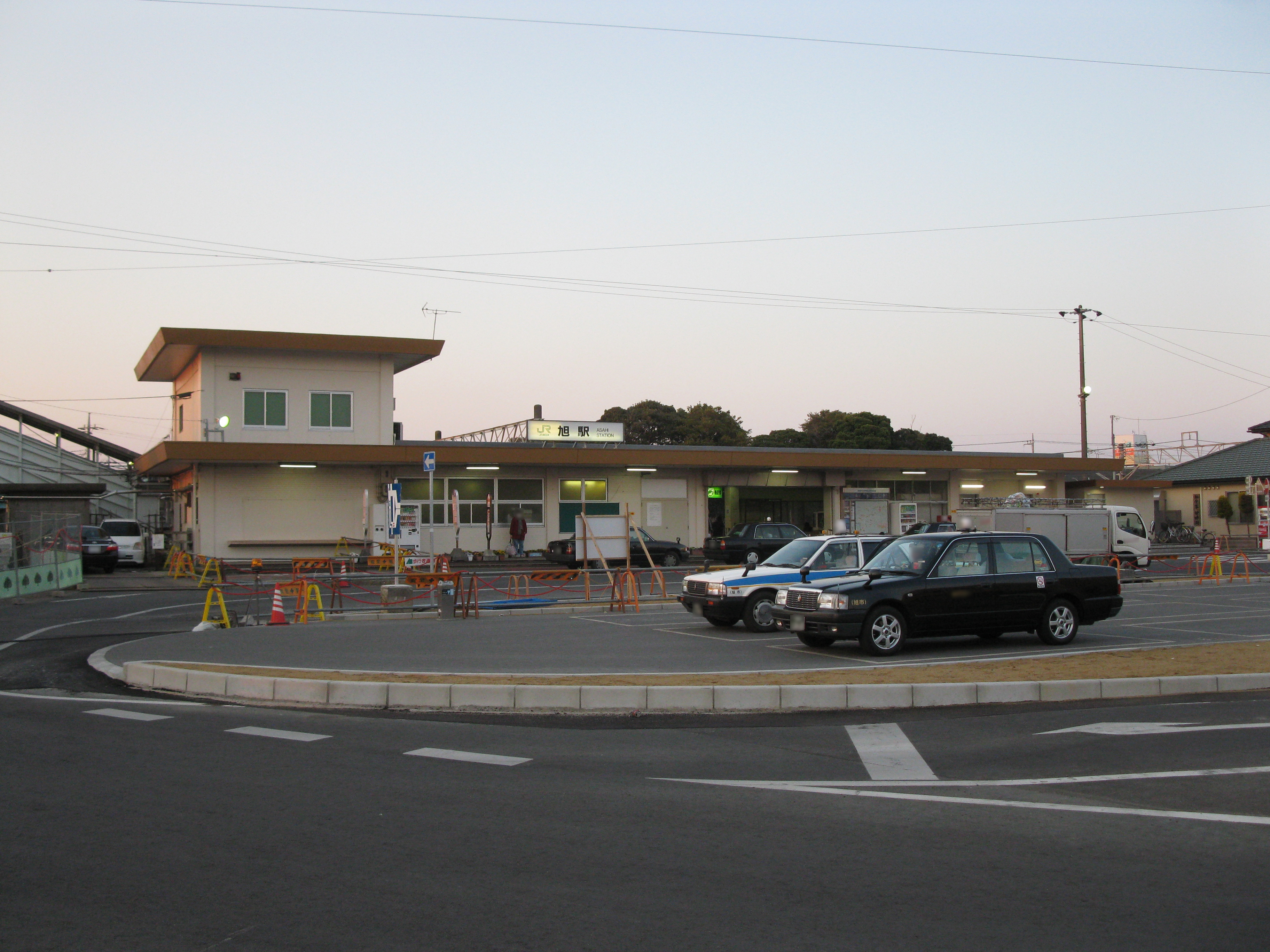
減築前（2011年3月）
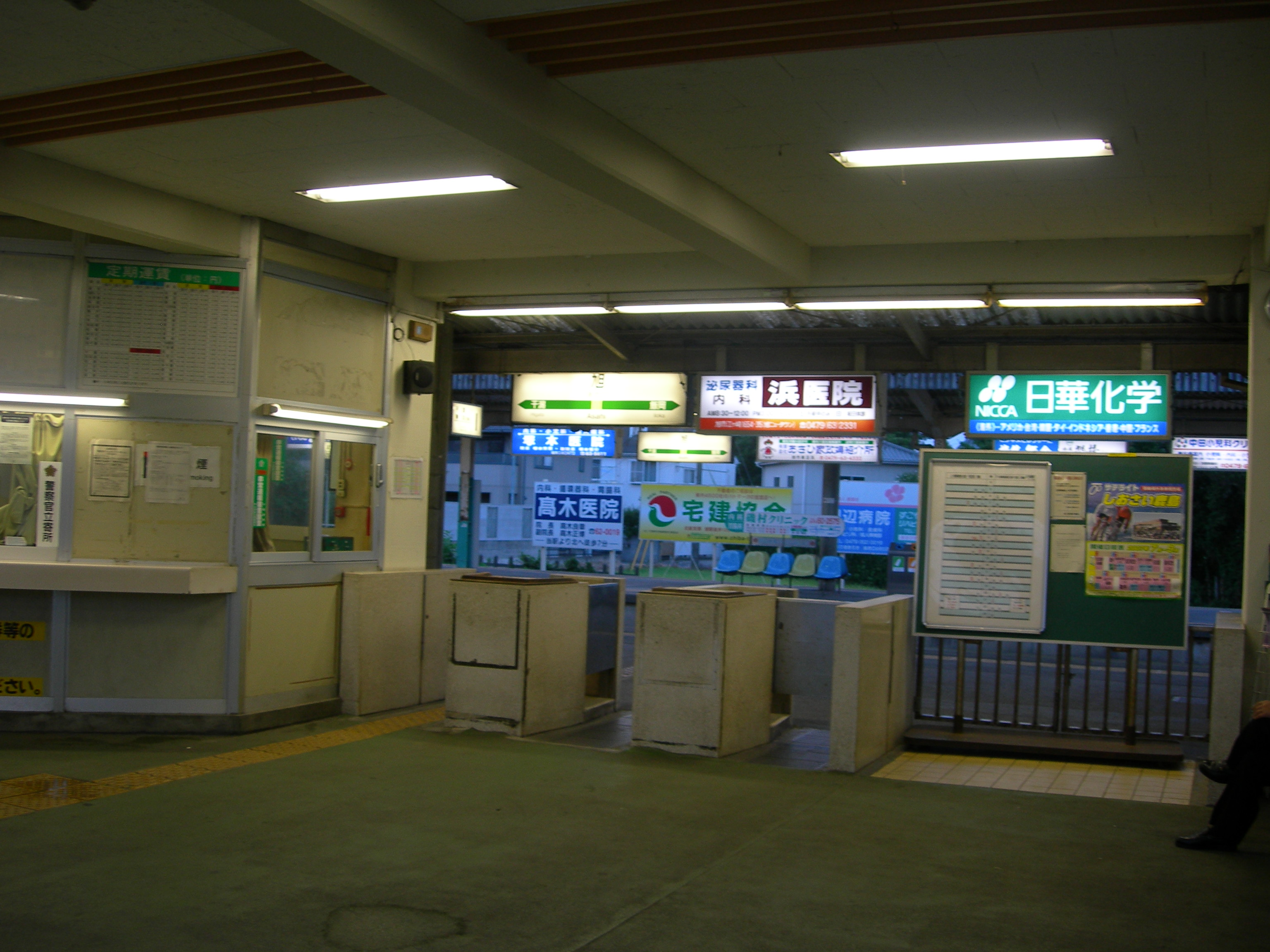
自動改札機導入前の改札口（2007年8月）
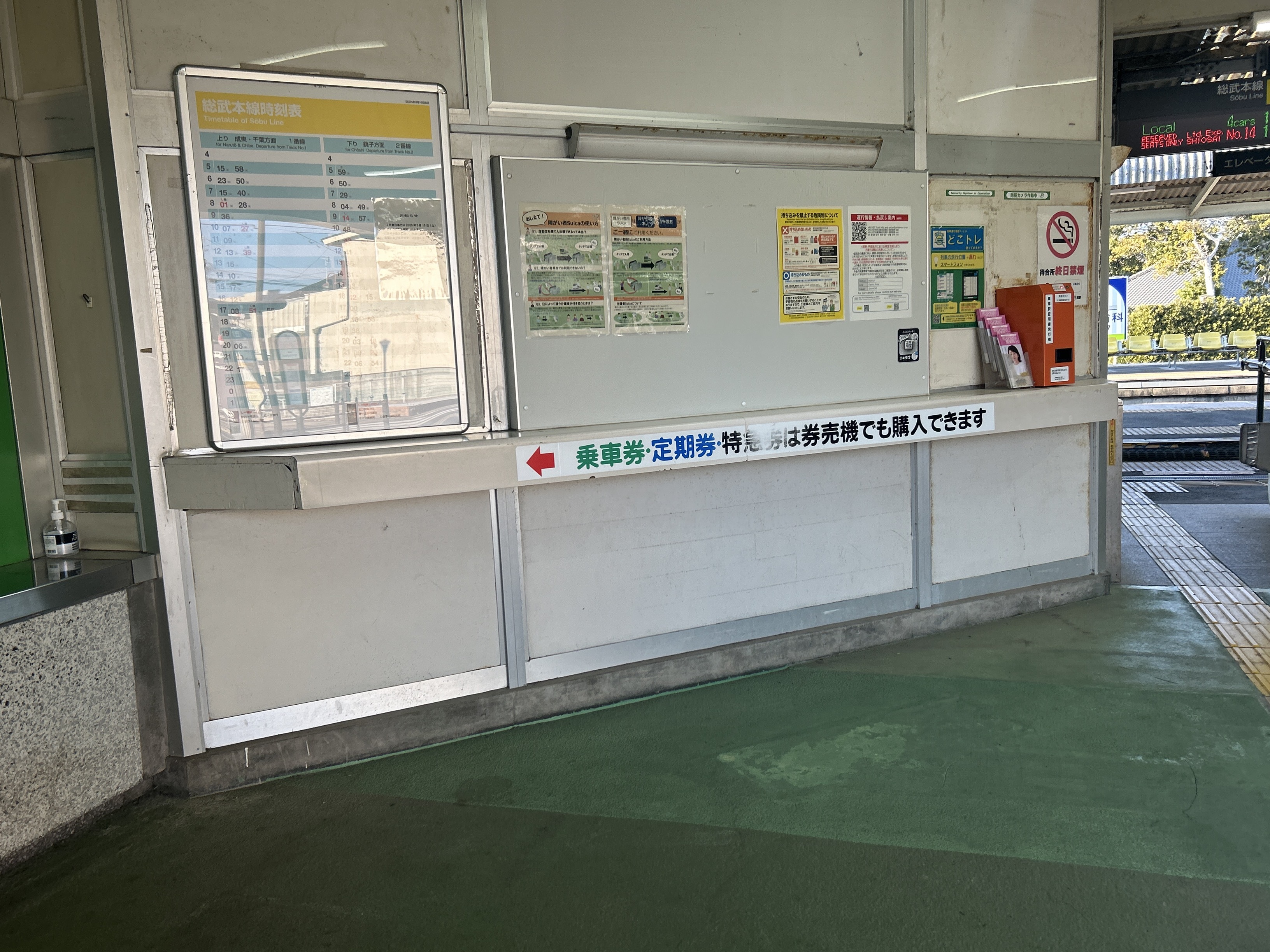
みどりの窓口営業終了後(2025年3月)

## 駅構造
単式ホーム1面1線と島式ホーム1面2線、計2面3線を有する地上駅。ホームは嵩上げ済である。互いのホームは跨線橋（エレベーター併設）で連絡している。
成田統括センター（銚子駅）管理の業務委託駅で、JR東日本ステーションサービスが駅業務を受託しており、多機能券売機・指定席券売機、自動改札機（Suica対応）が設置されている。
駅舎内には自動販売機が設置されている。

### のりば
| 番線 | 路線      | 方向 | 行先                 | 備考                                            |
| ---- | --------- | ---- | -------------------- | ----------------------------------------------- |
| 1    | ■総武本線 | 上り | 成東・千葉・東京方面 |                                                 |
| 2・3 | ■総武本線 | 下り | 銚子方面             | 3番線は一部の普通列車（始発含む）・臨時列車のみ |

（出典：JR東日本:駅構内図）
- 3番線は千葉方面への出発も可能であり、銚子方面からの到着も可能である。そのため、非常時の折り返しにも3番線が使われる。
- 夜間、3番線に普通列車が留置される[1]。
- 1・2番線は11両編成まで、3番線は8両編成まで対応している[1]。

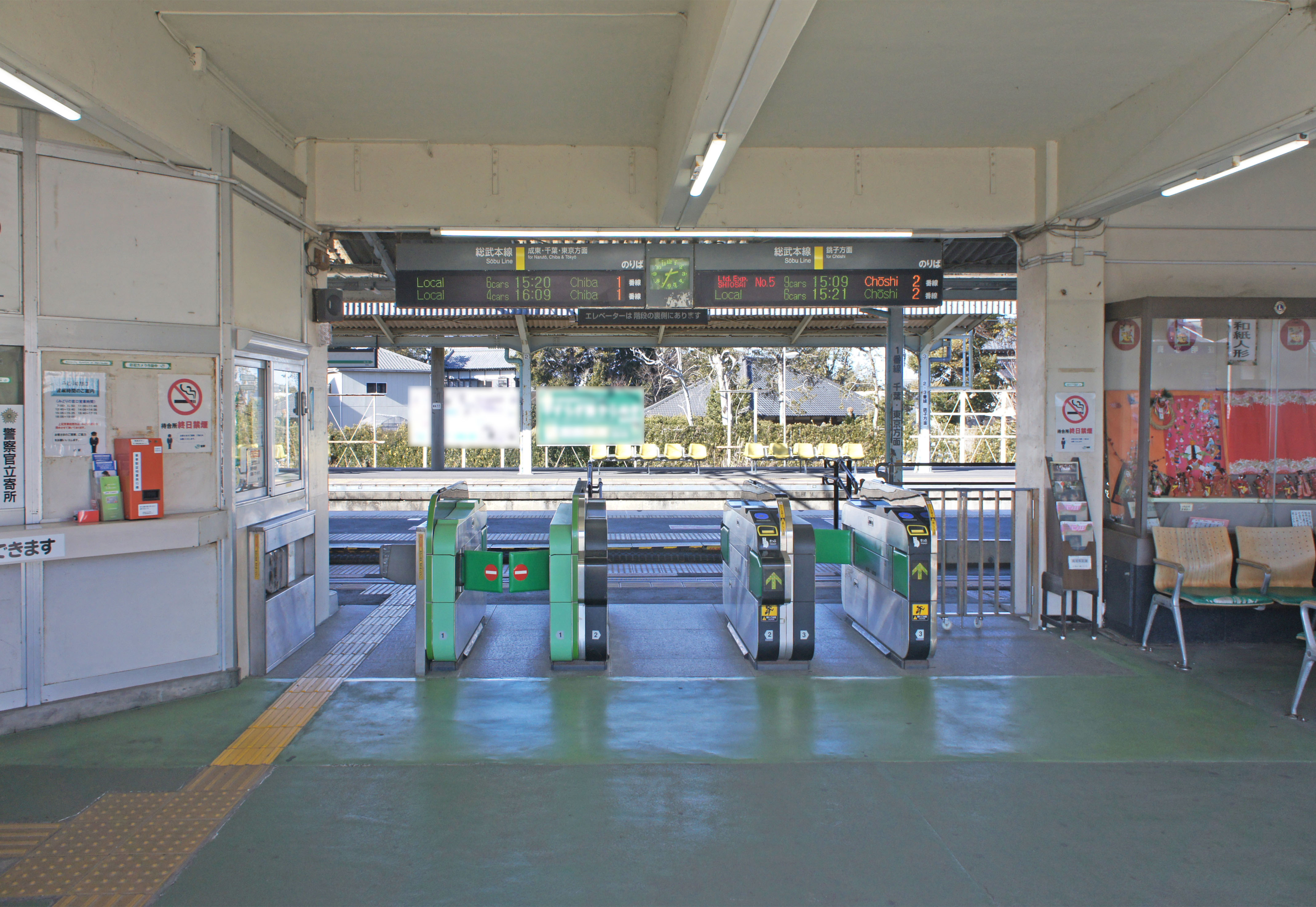
改札口（2022年2月）
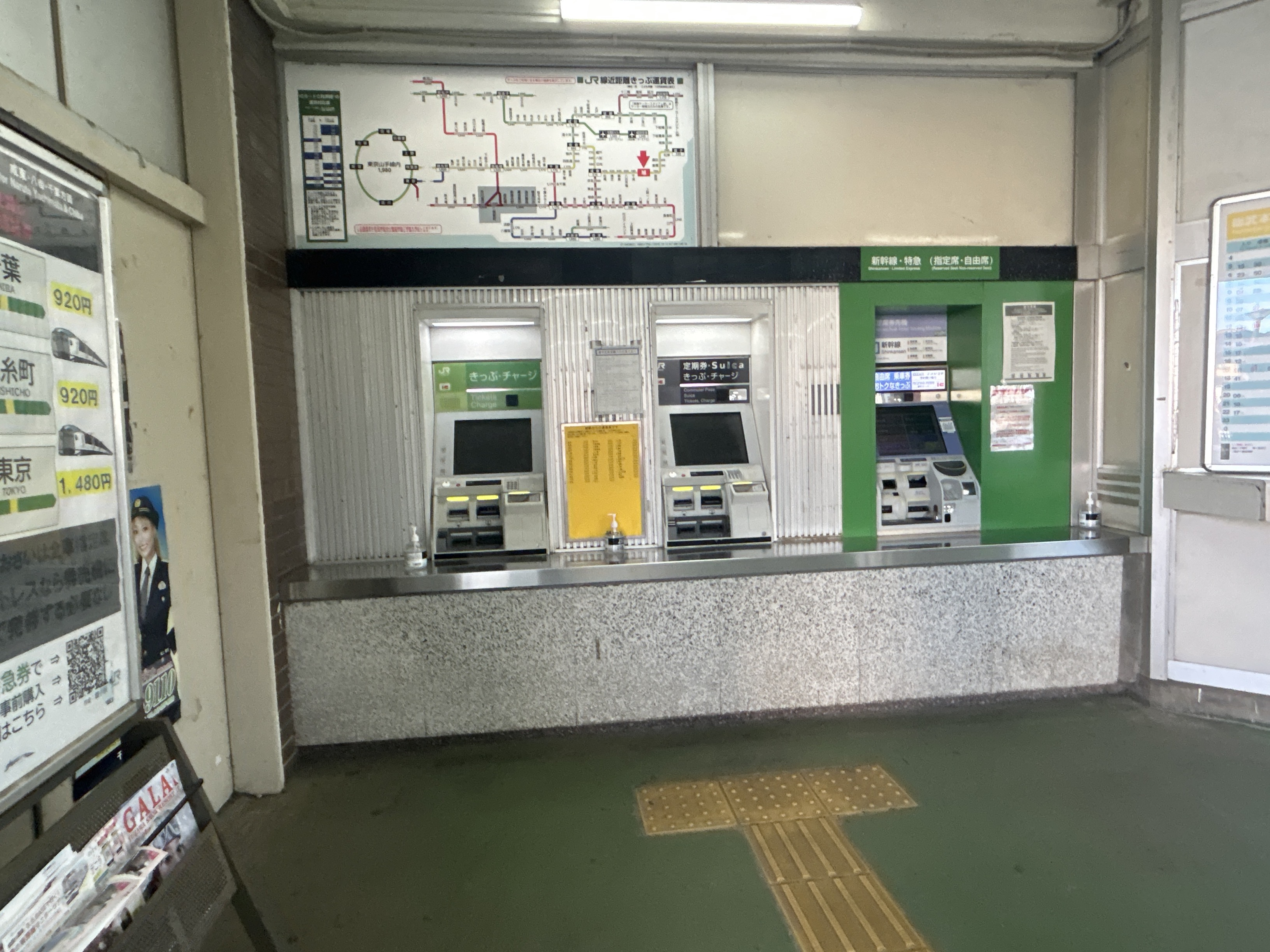
券売機(2025年3月)
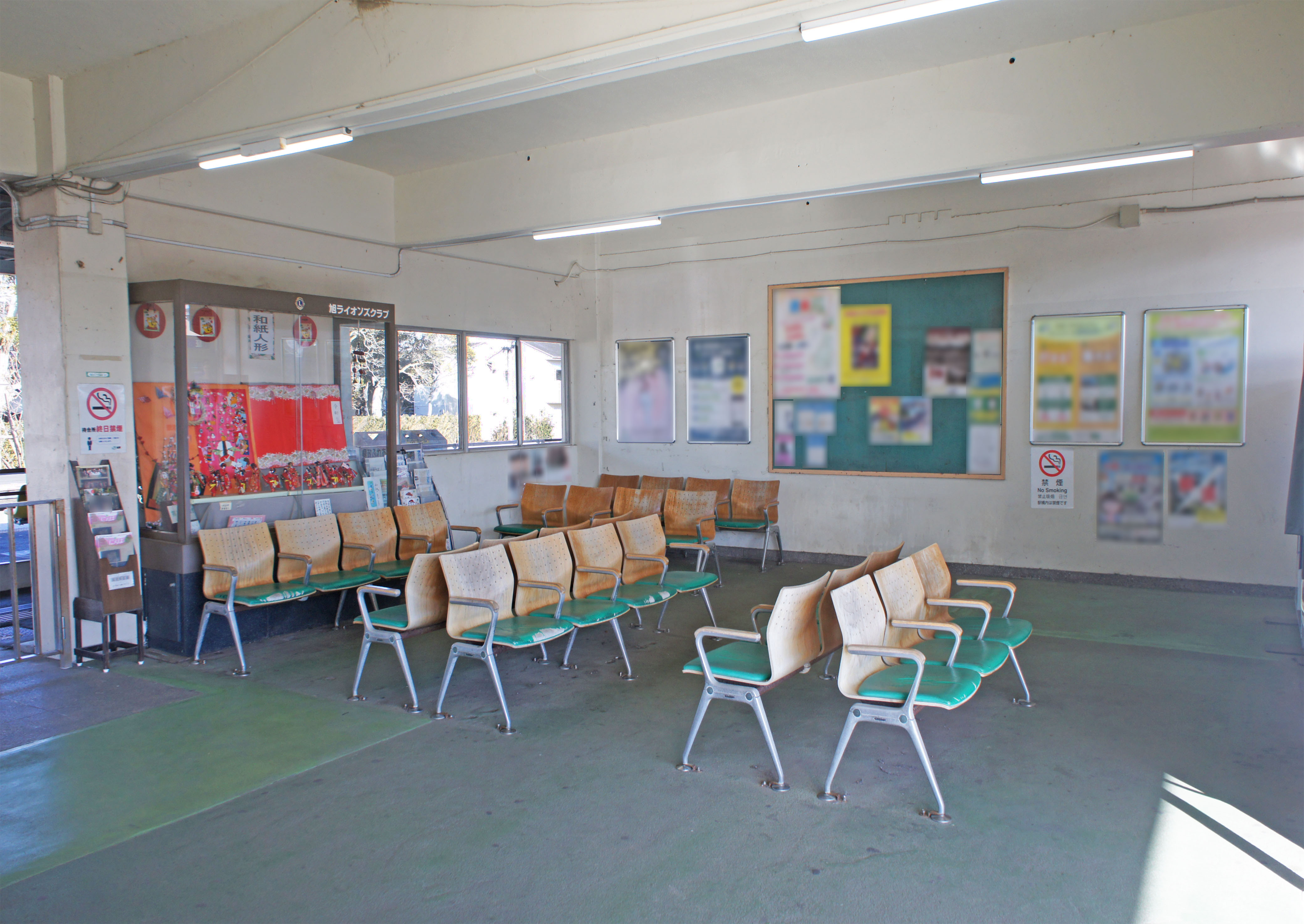
待合室（2022年2月）
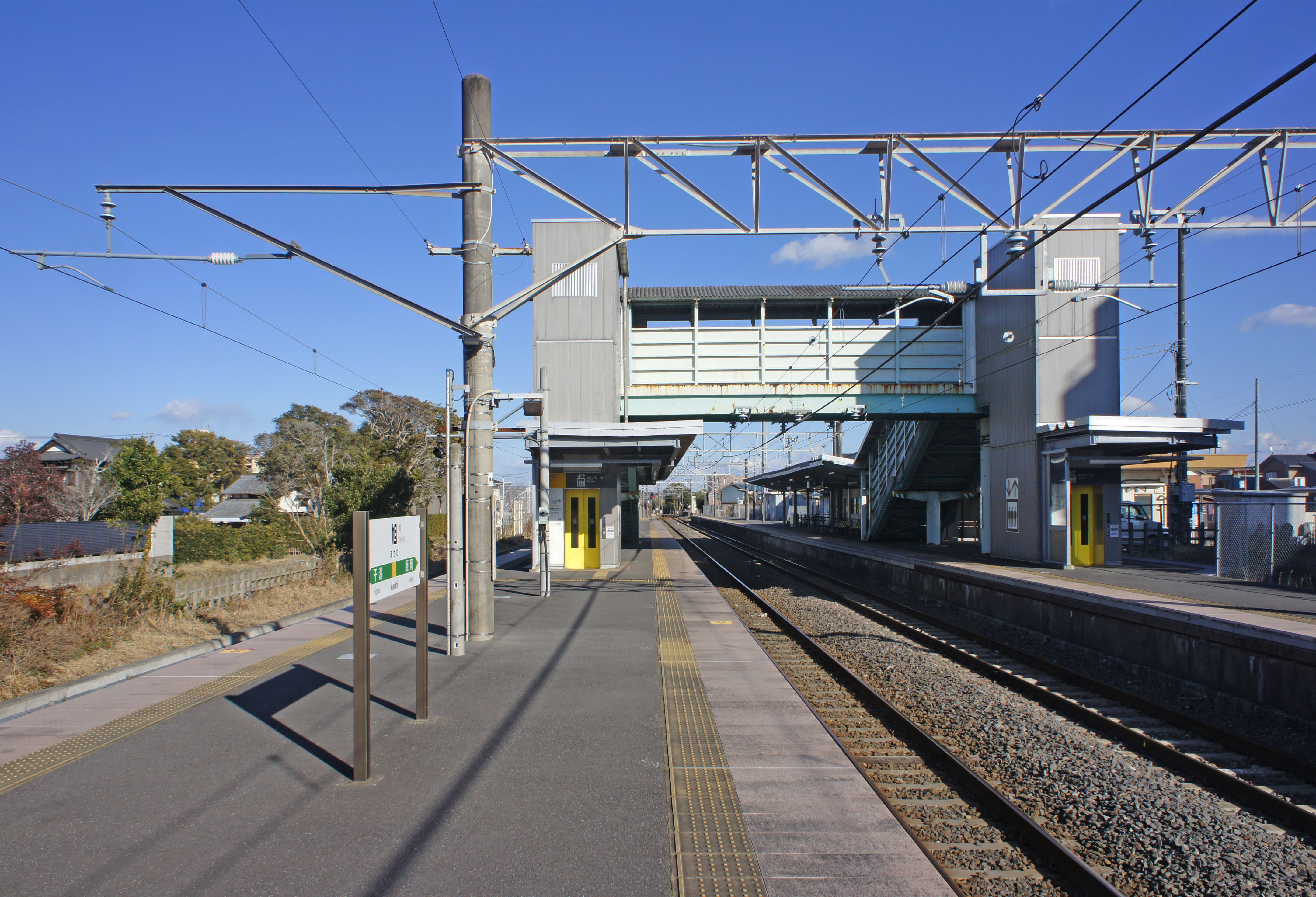
駅ホーム（2022年2月）

## 利用状況
2023年（令和5年）度の1日平均乗車人員は1,594人である。
近年の1日平均乗車人員の推移は下記の通り。
| 年度               | 1日平均 乗車人員 | 出典     |
| ------------------ | ---------------- | -------- |
| 1990年（平成02年） | 2,952            | [ * 1 ]  |
| 1991年（平成03年） | 2,945            | [ * 2 ]  |
| 1992年（平成04年） | 2,910            | [ * 3 ]  |
| 1993年（平成05年） | 2,816            | [ * 4 ]  |
| 1994年（平成06年） | 2,717            | [ * 5 ]  |
| 1995年（平成07年） | 2,677            | [ * 6 ]  |
| 1996年（平成08年） | 2,659            | [ * 7 ]  |
| 1997年（平成09年） | 2,572            | [ * 8 ]  |
| 1998年（平成10年） | 2,443            | [ * 9 ]  |
| 1999年（平成11年） | 2,381            | [ * 10 ] |
| 2000年（平成12年） | 2,246            | [ * 11 ] |
| 2001年（平成13年） | 2,265            | [ * 12 ] |
| 2002年（平成14年） | 2,247            | [ * 13 ] |
| 2003年（平成15年） | 2,226            | [ * 14 ] |
| 2004年（平成16年） | 2,214            | [ * 15 ] |
| 2005年（平成17年） | 2,152            | [ * 16 ] |
| 2006年（平成18年） | 2,110            | [ * 17 ] |
| 2007年（平成19年） | 1,999            | [ * 18 ] |
| 2008年（平成20年） | 2,002            | [ * 19 ] |
| 2009年（平成21年） | 1,992            | [ * 20 ] |
| 2010年（平成22年） | 1,921            | [ * 21 ] |
| 2011年（平成23年） | 1,871            | [ * 22 ] |
| 2012年（平成24年） | 1,870            | [ * 23 ] |
| 2013年（平成25年） | 1,910            | [ * 24 ] |
| 2014年（平成26年） | 1,895            | [ * 25 ] |
| 2015年（平成27年） | 1,894            | [ * 26 ] |
| 2016年（平成28年） | 1,816            | [ * 27 ] |
| 2017年（平成29年） | 1,793            | [ * 28 ] |
| 2018年（平成30年） | 1,790            | [ * 29 ] |
| 2019年（令和元年） | 1,756            | [ * 30 ] |
| 2020年（令和02年） | 1,321            |          |
| 2021年（令和03年） | 1,505            |          |
| 2022年（令和04年） | 1,591            |          |
| 2023年（令和05年） | 1,594            |          |

## 駅周辺
道路
- 千葉県道28号旭小見川線
- 千葉県道35号旭停車場線
- 千葉県道71号銚子旭線
- 千葉県道266号旭笹川線

公共施設
- 総合病院国保旭中央病院[1]
- 千葉県立東部図書館
- 千葉県東総文化会館
- 千葉県立旭農業高等学校
- 旭市立第二中学校
- 旭市立中央小学校
- 旭市役所[1]
- 千葉県旭警察署
- 旭市消防本部・旭市消防署
- 旭郵便局
- 旭文化の杜公園
- 木曽義昌公史跡公園

商業施設
駅周辺は商店街となっていて中小商店などが並び商圏を成していたが、2024年現在ではほとんどの商店は休業もしくは廃業している。代わって国道126号沿いに大型ショッピングセンターや商業施設、飲食店（チェーンストア）などのロードサイド店舗が出店している。

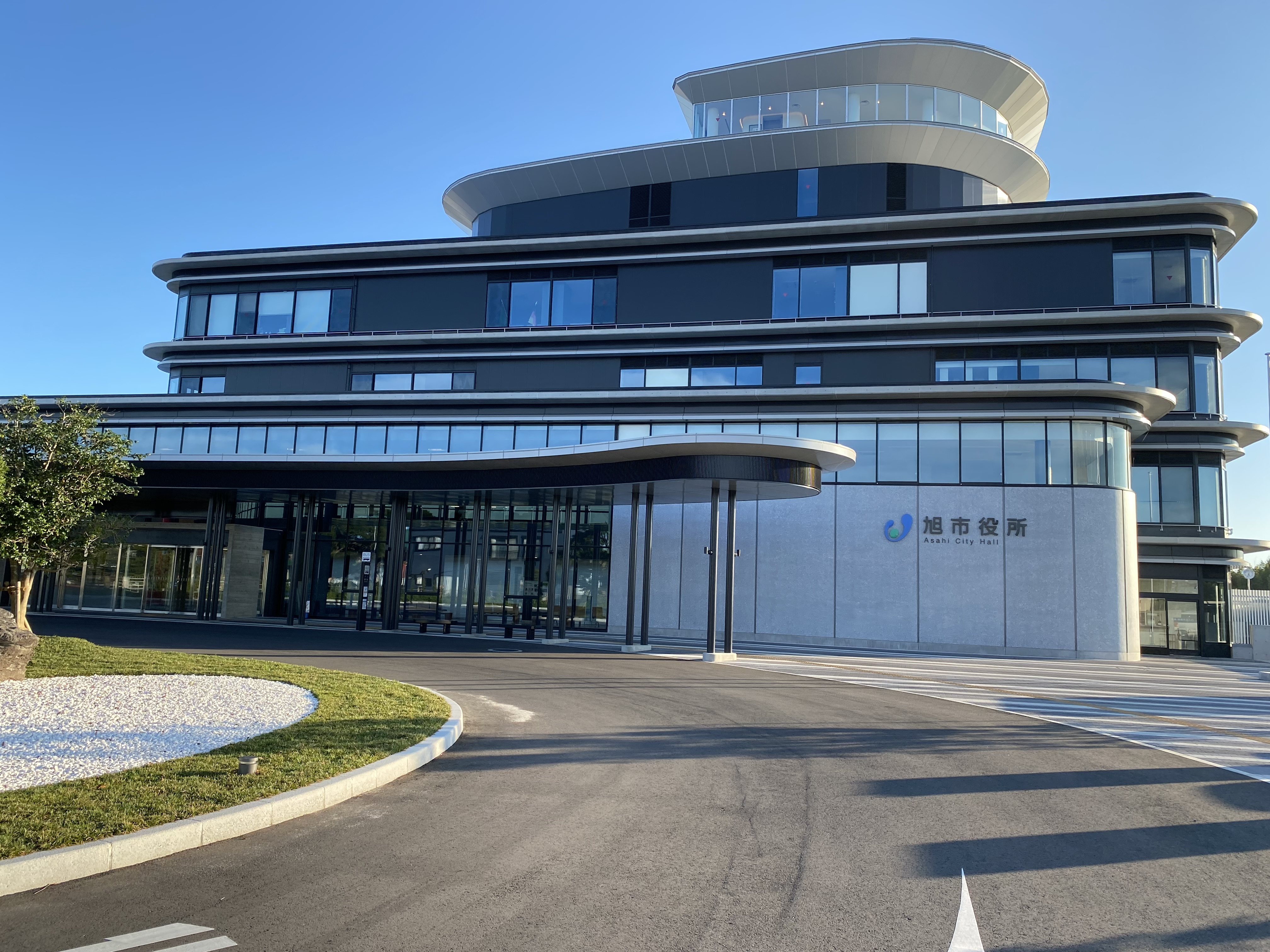
旭市役所
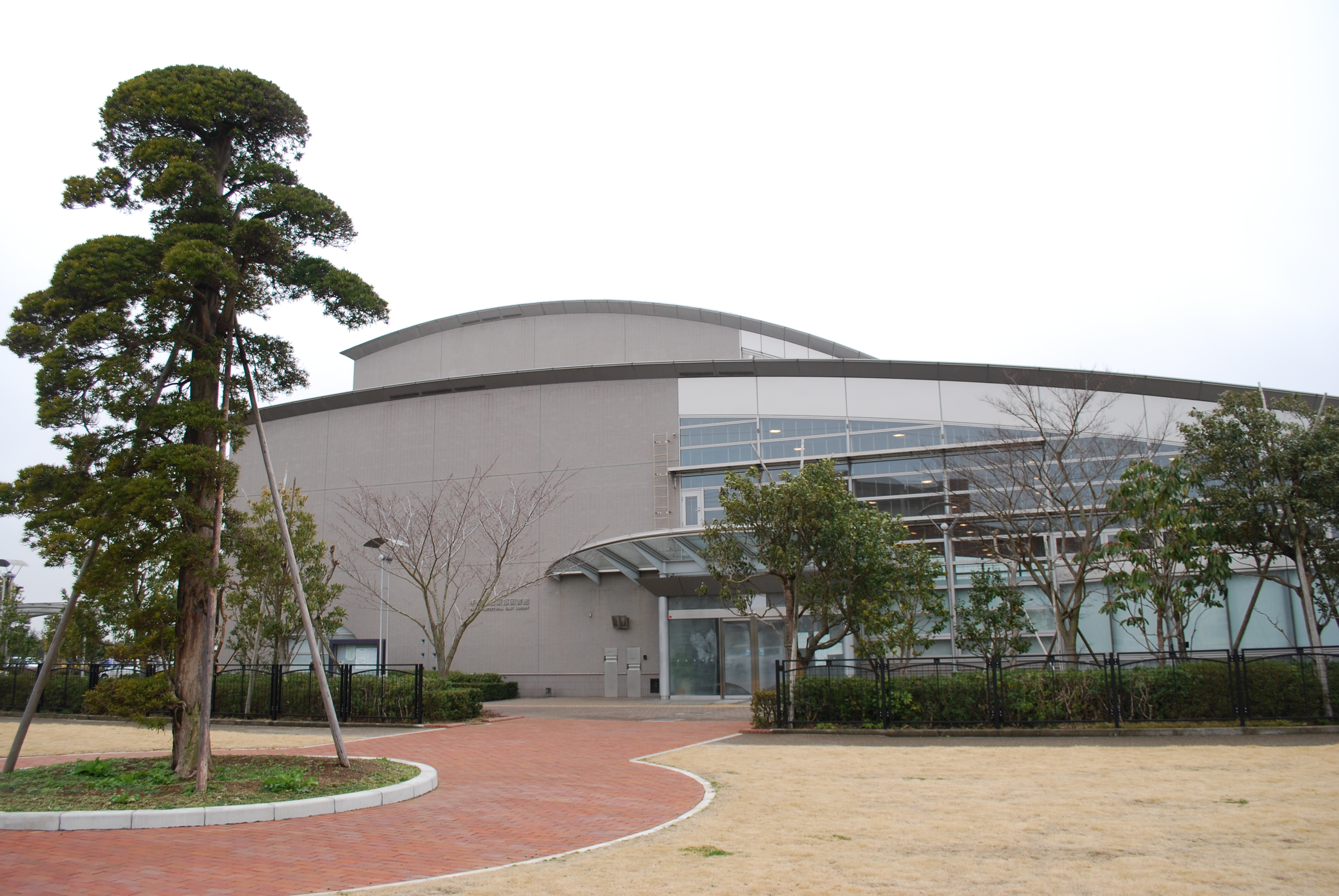
千葉県立東部図書館
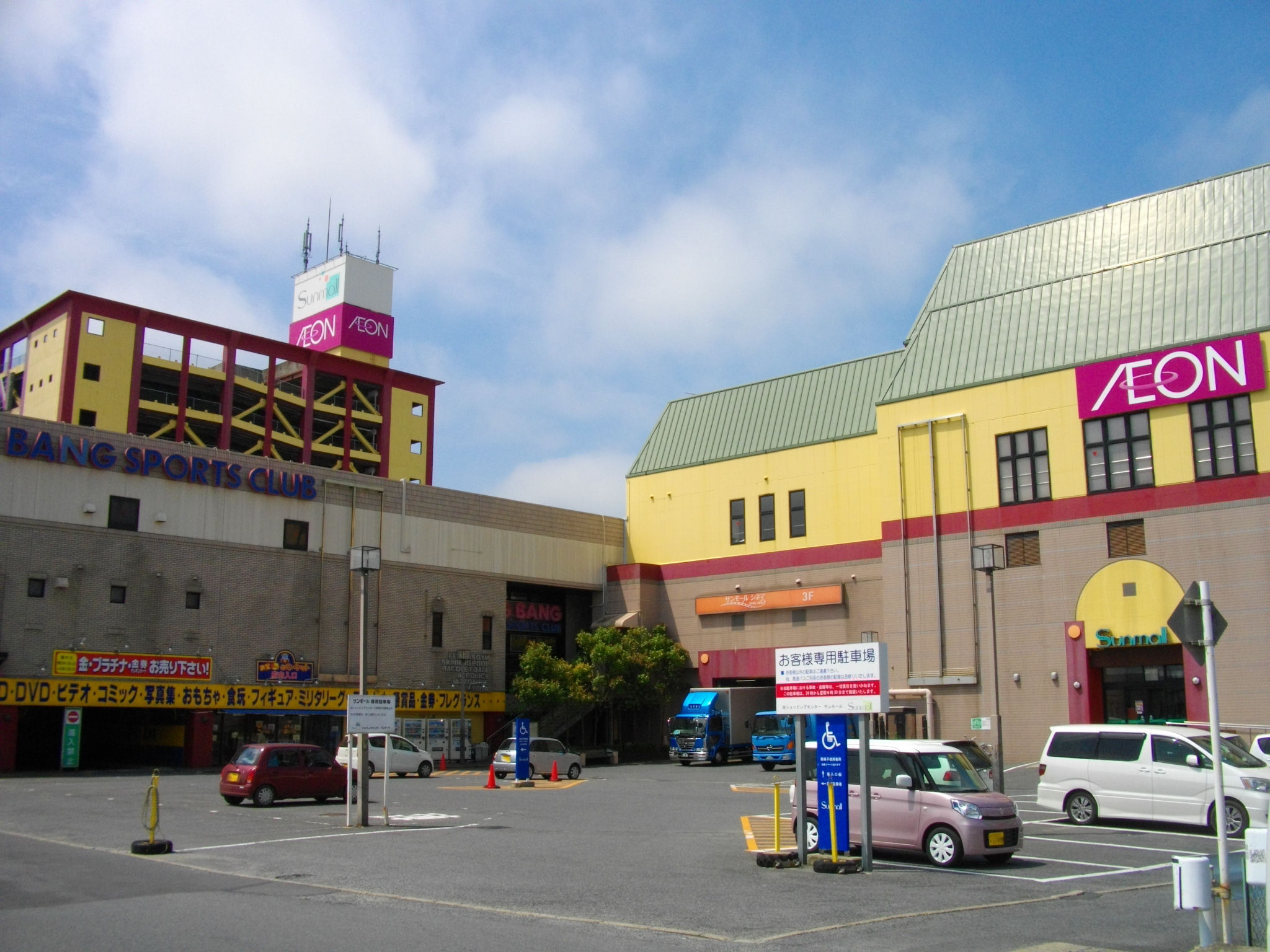
旭サンモールショッピングセンター
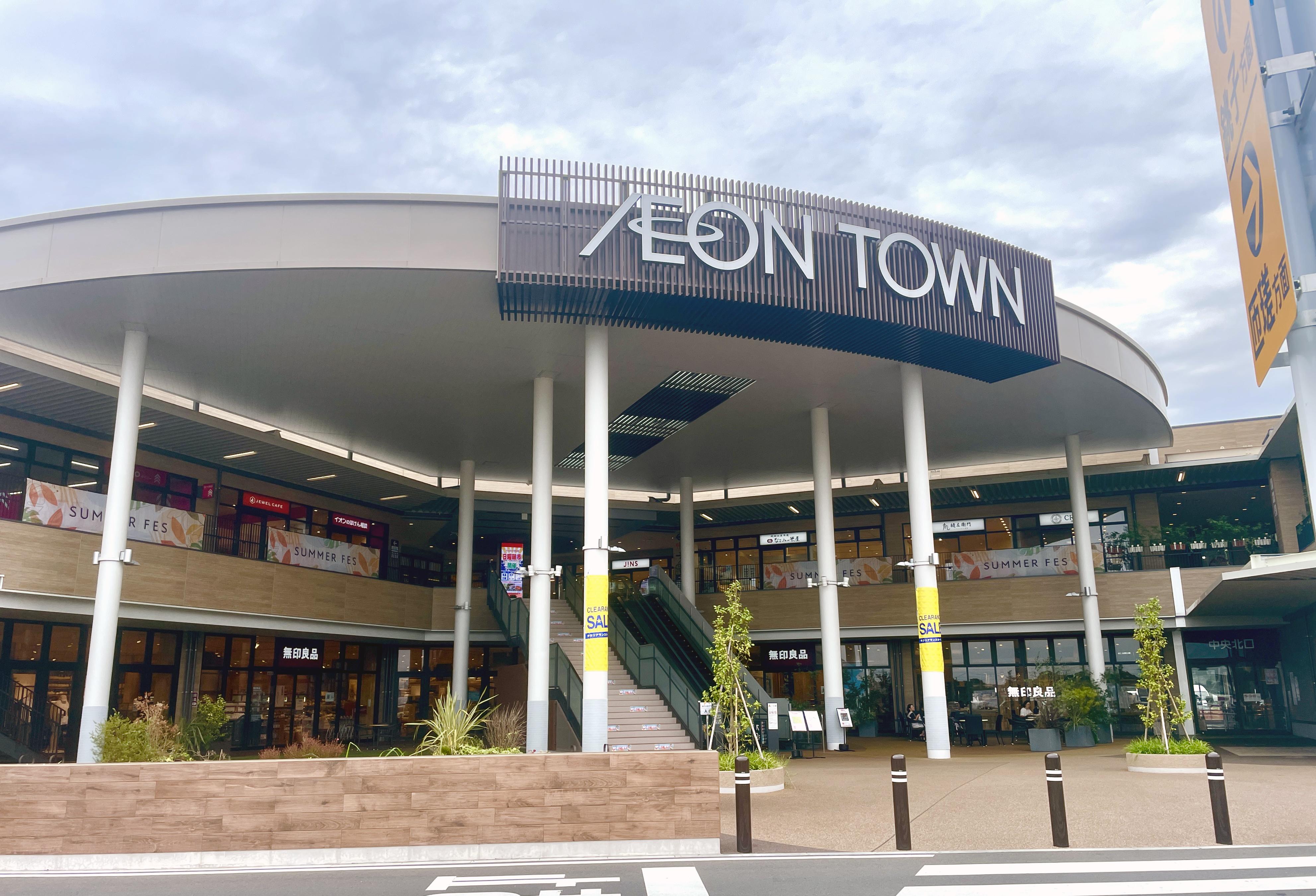
イオンタウン旭
  - イオンスタイル旭中央
- カスミ フードマーケット旭店
- ケーズデンキ旭店
- ヤマダデンキヤマダアウトレット旭店
- ニトリ旭店
- ユニクロ千葉旭店
- スターバックス旭店
- ダイレックス千葉旭店

- 旭市役所
- 千葉県立東部図書館
- 旭サンモールショッピングセンター
- イオンタウン旭

## バス路線
| 運行事業者                        | 路線・行先 |
| 旭駅                              | 旭駅 |
| --------------------------------- | --- |
| 旭市コミュニティバス              | - 東西線：旭市役所・干潟駅 / 旭農高・旭中央病院・道の駅季楽里あさひ・永井岡・飯岡灯台・防衛庁入口 - 旭南ルート：干潟駅・旭中央病院・道の駅季楽里あさひ |
| 京成バス千葉イースト              | - 府馬線：小見川駅 - 旭～銚子線：陣屋町 |
| 旭駅東                            | |
| 旭市コミュニティバス              | - 海上ルート：旭中央病院 / 倉橋駅・岩井 - 干潟ルート：旭中央病院 / ひかた市民センター・干潟駅                                                          |
| 旭                                | |
| - 京成バス - 京成バス千葉イースト | 犬吠号：バスターミナル東京八重洲 |

## 隣の駅
※特急「しおさい」の隣の停車駅は列車記事を参照のこと。
東日本旅客鉄道（JR東日本）
■総武本線
干潟駅 - 旭駅 - 飯岡駅